# Municipio de Rock (condado de Benson)
El municipio de Rock (en inglés: Rock Township) es un municipio ubicado en el condado de Benson en el estado estadounidense de Dakota del Norte. En el año 2010 tenía una población de 29 habitantes y una densidad poblacional de 0,31 personas por km².

## Geografía
El municipio de Rock se encuentra ubicado en las coordenadas 47°53′1″N 99°5′35″O / 47.88361, -99.09306. Según la Oficina del Censo de los Estados Unidos, el municipio tiene una superficie total de 94.37 km², de la cual 93,54 km² corresponden a tierra firme y (0,87 %) 0,82 km² es agua.

## Demografía
Según el censo de 2010, había 29 personas residiendo en el municipio de Rock. La densidad de población era de 0,31 hab./km². De los 29 habitantes, el municipio de Rock estaba compuesto por el 93,1 % blancos, el 6,9 % eran amerindios. Del total de la población el 0 % eran hispanos o latinos de cualquier raza.